# Beate Walter-Rosenheimer

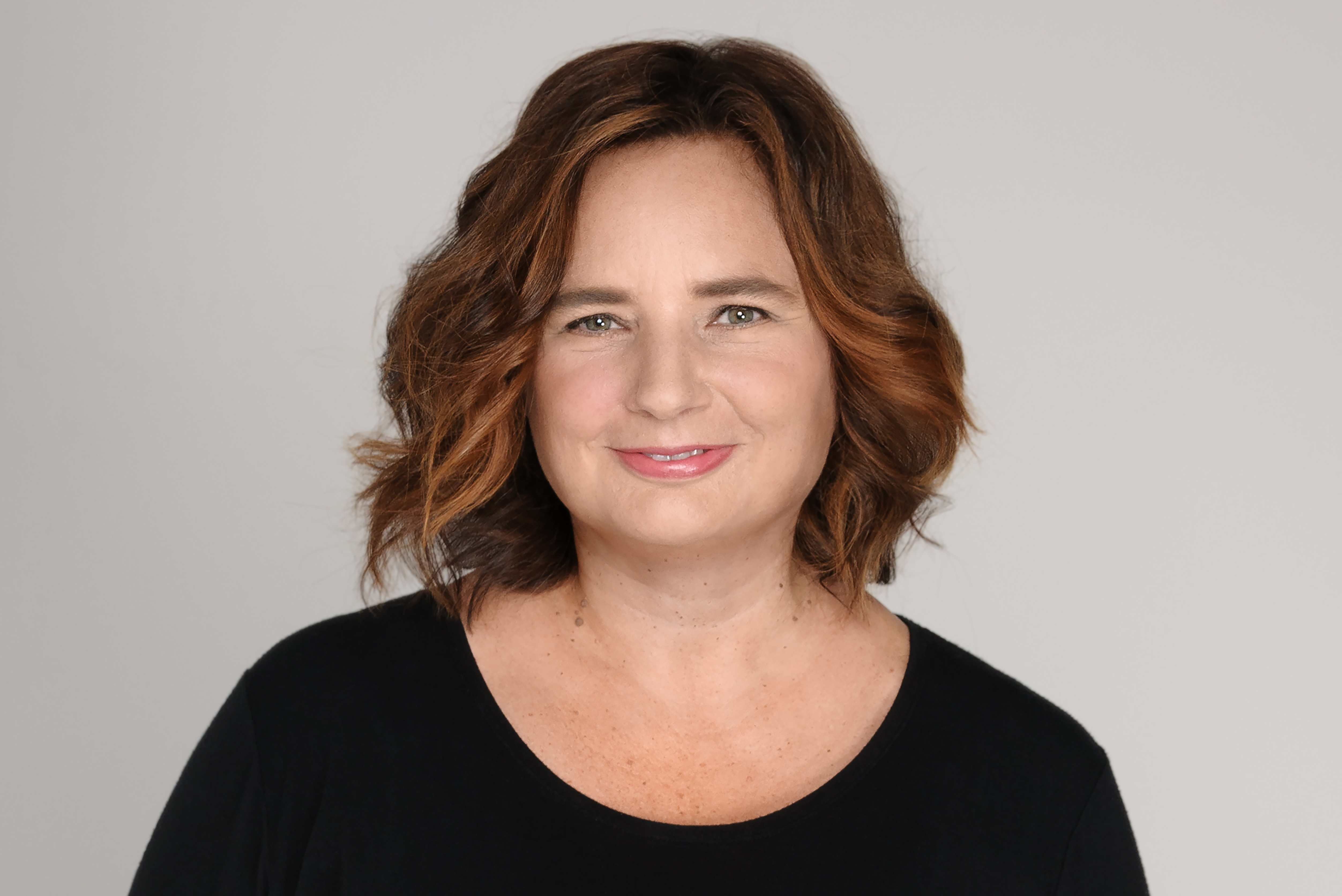
Beate Walter-Rosenheimer, 2017

Beate Walter-Rosenheimer (* 20. November 1964 in Weißenburg in Bayern) ist eine deutsche Politikerin (Bündnis 90/Die Grünen). Sie war von 2012 bis 2025 Mitglied des Deutschen Bundestags.

## Leben und Beruf
Beate Walter-Rosenheimer wuchs in Ingolstadt und München auf, wo sie 1985 ihr Abitur machte. Sie studierte an der Ludwig-Maximilians-Universität München Psychologie und erwarb hier den Abschluss als Diplom-Psychologin mit Schwerpunkt klinischer Psychologie. Im Anschluss arbeitete sie als Psychologin im Bereich Arbeitspsychologie, Coaching und klinische Psychologie.
Von 2009 bis 2011 war sie wissenschaftliche Mitarbeiterin der Fraktionsvorsitzenden sowie der Sprecherin für Gesundheitspolitik und Landesvorsitzenden der Grünen im bayerischen Landtag.
Beate Walter-Rosenheimer ist Mutter von fünf Kindern.

## Partei
2002 wurde Walter-Rosenheimer Mitglied bei Bündnis 90/Die Grünen. 2003 wurde sie Vorsitzende im Ortsverband Germering sowie Vorsitzende im Kreisverband Fürstenfeldbruck. Von 2004 bis 2010 war sie Mitglied des Parteirats der bayerischen Grünen. Beate Walter-Rosenheimer war Sprecherin des Landesarbeitskreises Frauenpolitik (2004–2008) und ist seit 2008 Mitglied im Vorstand des Landesarbeitskreises Wirtschaft & Finanzen der bayerischen Grünen.

## Mandate und Abgeordnetentätigkeit
Am 16. Januar 2012 (17. Wahlperiode) rückte sie über die bayerische Landesliste in den Deutschen Bundestag nach. Bis zum Ende der 17. Wahlperiode war sie Mitglied und Obfrau der Fraktion Bündnis 90/Die Grünen im Ausschuss für Wirtschaft und Technologie, sowie Mitglied der Kinderkommission und stellvertretendes Mitglied der Enquete-Kommission Wachstum, Wohlstand, Lebensqualität.
Bei den Bundestagswahlen 2013 sowie 2017 gelangen ihr auf Platz 7 und 5 der Landesliste der Wiedereinzug in den Bundestag. In diesen beiden Wahlperioden (18 und 19) war Beate Walter-Rosenheimer Sprecherin für Jugendpolitik und Ausbildung der Grünen Bundestagsfraktion, Mitglied der Kinderkommission des Deutschen Bundestags, deren Vorsitz sie im Januar 2017 übernahm, sowie Mitglied im Parlamentarischen Beirat für nachhaltige Entwicklung. Sie war ordentliches Mitglied im Ausschuss für Bildung, Forschung und Technikfolgenabschätzung und ordentliches Mitglied im Ausschuss für Familie, Senioren, Frauen und Jugend. Von 2017 bis 2021 war sie zudem Grünes Mitglied und stellvertretende Vorsitzende der Enquete-Kommission Berufliche Bildung in der digitalen Arbeitswelt.
Bei der Bundestagswahl 2021 trat sie erneut für den Wahlkreis Dachau/Fürstenfeldbruck an und zog über die bayerische Landesliste erneut in den Bundestag ein.
In der 20. Wahlperiode war sie Mitglied im Ausschuss für Menschenrechte und humanitäre Hilfe sowie im Petitionsausschuss des Deutschen Bundestags. Darüber hinaus vertrat sie die Grüne Bundestagsfraktion in der Interparlamentarischen Union.
Bei der Bundestagswahl 2025 kandidierte sie nicht erneut.
2008 bis 2012 gehörte Walter-Rosenheimer dem Kreistag Fürstenfeldbruck an.